# Mircea Măluț
Mircea Măluț (n. Seserman Marcel; 9 iulie 1963, Beclean, județul Bistrița-Năsăud) este un scriitor român.  

## Studii:
- Studii gimnaziale (1970-1978) în localitatea natală, Măluț, jud Bistrița-Năsăud;
- Studii liceale: Liceul Pedagogic din Năsăud, (1978-1982), absolvit în 1982;
- Studii universitare: Universitatea “ Babeș Bolyai “ din Cluj-Napoca, Facultatea de Matematică (1983-1987), licențiat al promoției 1987;

## Ocupații:
- Din 2000, Șef serviciu la Biblioteca Județeană „George Coșbuc" Bistrița-Năsăud
- 1999 – 2000 – Consilier ministerial în cadrul Ministerului Administrației
- 1996 – 1999 – Subprefect (PNȚCD) de Bistrița-Năsăud
- Din iulie 1993 bibliotecar la Biblioteca Județeană Bistrița-Năsăud
- 1987 – 1993 profesor:

1987-1989, Școala generală Stupini; 
sept. 1989 – dec. 1989, Școala generală Bichigiu, com. Coșbuc; 
ian. 1990 – iun. 1991, Liceul electrotehnic, Bistrița;
sept. 1991 - iun. 1993, Școala generală Tărpiu)

## Activitate literară:
- Debut în poezie în 1989 – revista Steaua, nr. 2, p. 17, cu poezia Mozaic
- Debut în critica literară –  revista Astra, nr. 9, sept. 1989
- Debut editorial – 1992, cu volumul de versuri Exilul lacrimii, Editura  Clusium, Cluj-Napoca
- Redactor și redactor șef al publicației Săptămana din Bistrița, alături de scriitorul Lucian Valea
- Colaborator la revistele: Astra, Steaua, Dacia literară, Minerva, 22, Mișcarea literară etc
- Coordonator al Proiectului Orpheu - Paris 2007;
- Coordonator al Proiectului Pro Carte - Bistrița 2007;
- Coordonator al Proiectului Rondul de Noapte - Bistrița, 2008;
- Coordonator al Proiectului Orpheu - Bruxelles, 2008;
- Coordonator al Proiectului  Lumina - Madrid, 2008;
- Coordonator al Proiectului Orașul inefabil - Nürnberg, 2008;
- Coordonator al Proiectului Rondul de Noapte - Bistrița: 2009, 2010, 2011, 2012, 2013;
- Coordonator al Proiectului Pro Carte - Bistrița, 2010;
- Membru al Uniunii Scriitorilor din România;
- Membru al Uniunii Ziariștilor Profesioniști din România

## Opera:
- Exilul lacrimii (versuri), Editura  Clusium , 1992, Cluj-Napoca
- Fragmente din monografiile imperiului (versuri), Editura  Limes, 2002, Cluj-Napoca
- Topografii critice (critică literară), Editura  Eikon, 2004, Cluj-Napoca
- Fragments des monographies de l’empire, Editura Limes, 2006, Cluj-Napoca, versiune franceză de Tudor Ionescu
- Fragmente din monografiile imperiului – Opera omnia (versuri), Editura TipoMoldova, 2012, Iași
- Meandre – scenariu de film, Editura Tracus Arte, București, 2013